# Луда ноћ у музеју 2
Ноћ у музеју 2: Битка за Смитсонијан (енгл. Night at the Museum: Battle of the Smithsonian) америчка је авантуристичка комедија из 2009. и представља наставак филма Ноћ у музеју из 2006.

## Радња
Ноћ је пала на институцију Смитсонијана у Вашингтону. Водичи су отишли кући, светла су погашена, школарци су већ у својим креветима... Ипак, нешто невероватно се шуња док бивши ноћни чувар Лари Дејли (Бен Стилер) бива намамљен у највећу, најмаштовитију авантуру икад, када историја оживи. У овом другом наставку саге Лудих ноћи у музеју, Лари се суочава са битком толико велике епске снаге да може да се одвија само у ходницима највећег музеја на свету. Сада Лари мора да покуша да спаси своје некад непокретне пријатеље од онога што би могло да буде њихово последње упориште у Смитсонијану, где све од чувених слика на зиду до свемирских бродова у дворанама, одједном постаје живо.

## Улоге
| Глумац         | Улога          |
| -------------- | -------------- |
| Бен Стилер     | Лари Дејли     |
| Ејми Адамс     | Амелија Ерхарт |
| Овен Вилсон    | Џедедаја       |
| Ханк Азарија   | Камунра        |
| Робин Вилијамс | Теодор Рузвелт |
| Кристофер Гест | Иван Грозни    |
| Џон Бернтал    | Ал Капоне      |
| Алан Шаба      | Наполеон       |
| Стив Куган     | Октавије       |
| Рики Џервејс   | др Макфи       |
| Бил Хејдер     | Џорџ Кастер    |
| Патрик Галахер | Атила Хунски   |